# 拉比斯
拉比斯（法語：La Buisse，法語發音：[la bɥis]）是法国伊泽尔省的一个市镇，位于该省中部，属于格勒诺布尔区。

## 地理
拉比斯（45°20'6"N, 5°37'18"E）面积11.53 平方千米，位于法国奥弗涅-罗讷-阿尔卑斯大区伊泽尔省，该省份为法国东南部内陆省份，北起顺时针与安省、萨瓦省、上阿尔卑斯省、德龙省、阿尔代什省、卢瓦尔省和罗讷省。
与拉比斯接壤的市镇（或旧市镇、城区）包括：库布勒维、圣让德穆瓦朗、沃雷普、拉叙尔昂沙特勒斯。

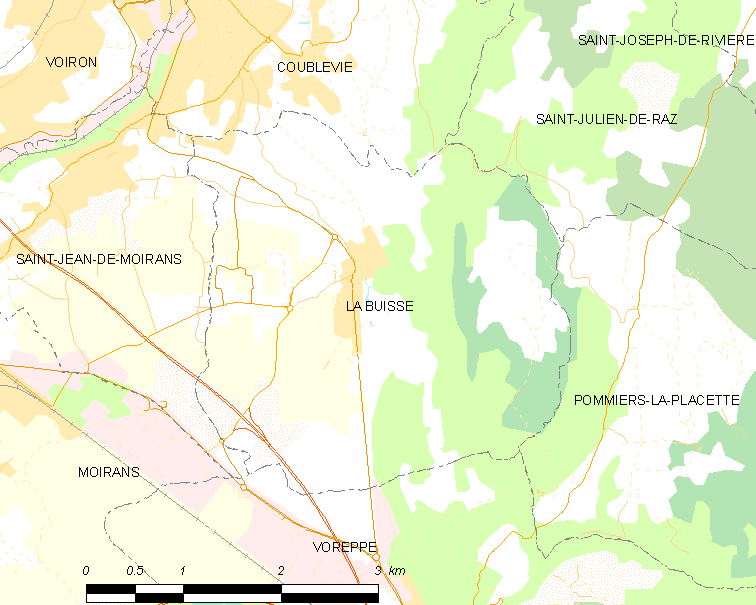
拉比斯的OSM定位图

拉比斯的时区为UTC+01:00、UTC+02:00（夏令时）。

## 行政
拉比斯的邮政编码为38500，INSEE市镇编码为38061。

## 政治
拉比斯所属的省级选区为瓦龙县。

## 人口

1962-2008年间拉比斯人口变化图示

拉比斯于2022年1月1日时的人口数量为3499人。